# Коплан, Борис Иванович
Борис Иванович Коплан (22 июля [3 августа] 1898, Санкт-Петербург — 29 декабря 1941, Ленинград) — советский учёный-литературовед.

## Биография
Окончил Петроградскую гимназию императора Петра Великого с золотой медалью. В 1917 году поступил на историко-филологический факультет Петроградского университета. Не оставляя учёбу, в 1918—1919 годах, работал библиографом в Книжной палате под руководством С. А. Венгерова, затем перешёл на должность хранителя в рукописный отдел Пушкинского дома. Был регентом хора церкви университетской общины в память Всех Святых (ставшей домовой). В 1921 году окончил университет.
В 1923 году женился на дочери академика А. А. Шахматова.
1 декабря 1929 года был арестован по «Академическому делу». В начале марта 1930 года освобождён, но разрешение работать в академических учреждениях не получил и в Пушкинский дом больше не вернулся. Перешёл на работу корректором в типографию газеты «Красная Звезда», но в октябре 1930 года был снова арестован. В феврале 1931 году был осуждён на 10 лет лагерей, работал на лесных разработках в Карелии. Благодаря хлопотам жены и заступничеству С. Ф. Ольденбурга срок был снижен до трёх лет, работал статистиком на крахмальном заводе в Ульяновске, затем в Мелекессе техническим секретарём в райисполкоме, в учебной части рабфака, библиотекарем. С ним были жена и сын.
Вернувшись в 1933 году в Ленинград, сотрудничал по договорам в «Библиотеке поэта», участник подготовки издания полного академического собрания сочинений Пушкина (Том 10. История Петра. Записки Моро де Бразе. Заметки о Камчатке. 1938 год). В середине 1930-х годов становится сотрудником Ю. Н. Тынянова, работал над двухтомником сочинения В. Кюхельбекера. С 1938 года — в штате Института языка и мышления. В 1938 году приступает к редактированию Древнерусского словаря, с 1940 года — главный редактор Словаря.
С началом Великой Отечественной войны вступил в народное ополчение. В ноябре 1941 года арестован по обвинению в ведении антисоветской пораженческой пропаганды.
По одним данным умер 29 декабря 1941 года в тюрьме от острой сердечной недостаточности, по другим — расстрелян 9 декабря 1941 года.
Жена и сын Коплана  — София Алексеевна Коплан-Шахматова (1901 — январь, 1942), сотрудница Архива АН СССР и  Алексей Коплан (1925 — январь, 1942) умерли в один день 5 января 1942 года в блокадном Ленинграде от голода и истощения сил. 
15 апреля 1943 года библиотека Коплана (около 1500 книг, из них 82 с автографами, и рукописный материал), как бесхозная, поступила в Государственную Публичную библиотеку.

## Известные адреса
Ленинград, Гулярная улица, д. 23, кв. 6.